# Spaljivanje mađarske zastave u Zagrebu 16. listopada 1895.
Spaljivanje mađarske zastave na Trgu bana Jelačića 16. listopada 1895. bio je izraz studentskog bunta protiv mađarizacije u Hrvatskoj. Zagrebački sveučilištarci, prilično revoltirani diktatorskom politikom hrvatskog bana Khuena Héderváryja htjeli su skrenuti pozornost kralju Franji Josipu I. na Khuenovu samovolju i nasilje u Hrvatskoj povodom njegovog posjeta i otvaranja nove zgrade HNK.

## Posjet kralja Franje Josipa I.
Hrvatski ban Khuen Héderváry uspio je na habsburškom dvoru isposlovati da svečanom činu otvaranja Hrvatskoga narodnog kazališta, jedne od velikih državnih investicija u kulturi Hrvatske onog doba, prisustvuje osobno sam car i kralj Franjo Josip  s kraljicom i caricom Elizabetom. Car i kralj trebao je, uz prigodne svečanosti, postaviti završni kamen na zgradi kazališta, ali i Glazbenog zavoda te Gimnazije, kao i prisustvovati nekim drugim svečanostima. Tom događaju pridana je velika važnost, dotad nezabilježena u Hrvatskoj. Khuen je htio kralju pokazati kako je uspio ispuniti povjerenu mu zadaću: umiriti Hrvatsku. Cijeli Zagreb bio je svečano ukrašen te iskićen cvjetnim slavolucima te hrvatskim grbovima, vrpcama i zastavama. Za tu prigodu bila je organizirana i jedna svečana postrojba zagrebačkih sveučilištaraca, predvođena naprednjacima i Mladohrvatima, u kojoj je bio i 24-godišnji Stjepan Radić, student treće godine Pravnog fakulteta, neformalni studentski vođa.
U čast dolaska Franje Josipa u Zagreb podignut je veliki slavoluk kod današnje zgrade Društva sv. Jeronima na Trgu kralja Tomislava. Po protokolu na tome slavoluku imale su se podignuti dvije zastave: carsko-kraljevska, crno-žuta habsburška zastava Franje Josipa i hrvatska zastava, odnosno trobojnica. Međutim, na prvome katu zgrade Društva sv. Jeronima nalazilo se je Ravnateljstvo mađarskih željeznica, pa su mađarski činovnici neočekivano i izvan protokola ujutro oko sedam sati postavili na slavoluk i mađarsku službenu i državnu zastavu s krunom sv. Stjepana. Takva mađarska zastava je stršila nad hrvatskom i habsburškom, službeno stavljenima po protokolu. Ogorčenost Hrvata dosegnula je vrhunac, posebno među studentima Zagrebačkoga sveučilišta. 
Car je doputovao u Zagreb vlakom 14. listopada 1895. U jednom vagonu željezničke kompozicije kojom je Franjo Josip preko Pešte došao u Zagreb bila je i "mađarska zemlja" s Rakoškog polja, gdje su se krunili mađarski vladari krunom sv. Stjepana. Tepih na koji je na zagrebačkom kolodvoru Franjo Josip stupio bio je posut "mađarskom zemljom i pijeskom", što je, dakako, golemu većinu Hrvata koji su dočekali svoga kralja (Franjo Josip je Hrvatsku posjetio kao hrvatski kralj) uvelike razljutilo. Na dočeku na zagrebačkom kolodvoru prisustvovala je i svečana studentska četa. Već tada, uzvicima "Slava Jelačiću" dok su prolazili pokraj njegova spomenika i odbijanjem prolaska ispod prigodnog slavoluka, na kojem se nalazila mađarska zastava, demonstriraju svoje protumađarsko raspoloženje. Na sastancima održanim 15. i 16. listopada studenti su se dogovorili da će svoje nezadovoljstvo mađaronskom politikom iskazati javnim paljenjem mađarske zastave na Trgu bana Josipa Jelačića. Dogovoreno je da na zastavi ne smiju biti carsko znakovlje vladajuće habsburške dinastije ni kruna sv. Stjepana, da se dvor ne bi osjetio povrijeđen tim činom. Jedan od studenata naručio je kod Margarete Mastler, 18-godišnje modistice iz Zagreba, šivanje zastave u mađarskim bojama, koju su kasnije namjeravali spaliti. Po drugim izvorima, sašila ju je Zagrepčanka Irena Hirschl, r. 1872.

## Paljenje zastave
Zadnji dan kraljeva posjeta bio je 16. listopada. Svečana studentska četa bila je postrojena između 10 i 11 sati pred gradskom vijećnicom, dok je u nju ulazio kralj, a zatim su u povorci krenuli prema Trgu bana Josipa Jelačića. Prema opisima sudionika, na čelu povorke nalazilo se 30-ak galaša, to jest studenata u svečanoj gala odori naoružanih paradnim sabljama, predvođenih Vladimirom Vidrićem, koji je nosio sveučilišnu zastavu. Oko njega je stupalo nekoliko studenata s isukanim sabljama. Slijedila ih je skupina od stotinjak studenata u svečanoj građanskoj odjeći, a na začelju se nalazilo još oko 20-30 galaša. Na Trgu Petra Preradovića skinuli su srbijansku zastavu koja je visjela ispred pravoslavne crkve, viknuvši da je "mađarskoj zastavi mjesto u Mađarskoj, a srpskoj u Srbiji". Kad su došli pod banov spomenik, jedan student je izvadio onu mađarsku zastavu, koju je skrojila modistica Margareta, a četiri studenta su ju na uglovima proboli vrhovima sječiva svojih sablji i podigli u vis. Jedan ju je polio žesticom, alkoholom, a zatim ju je netko od njih zapalio. Nato su svi prisutni studenti počeli izvikivati povike: "Živio hrvatski kralj Franjo Josip I.!", "Slava Jalačiću!" i "Abzug Mađari!" Kada je zastava izgorjela, studenti su se uredno, u povorci, povukli prema zgradi Sveučilišta.
Josip Horvat u svojoj knjizi Politička povijest Hrvatske piše da je mađarsku trobojnicu potpalio Josip Henneberg‎, Gospićanin. Međutim, režimske Narodne novine od 13. studenoga 1895., tijekom procesa optuženim studentima, pišu kako je zastavu zapalio Žiga (Žigmund) Hacker, student prava i zagrebački Židov, koji se "ponosi time, da je spalio mađarsku zastavu kao simbol velike Mađarske."

## Uhićenje i suđenje
| Stjepan Radić, studentski vođa |  | Stjepan Radić, studentski vođa        |
| Stjepan Radić, studentski vođa |  | Vladimir Vidrić, stjegonoša u povorci |

Bana je policija odmah obavijestila o događaju, a on je zapovjedio hitno uhićenje svih sudionika te demonstracije. Franjo Josip I. bio je iznenađen i poprilično uznemiren ovim događajem. Među prvima je već u 12.30 sati na ulici uhićen Stjepan Radić. Tog i idućeg dana uhićena su 24 studenta. Istraga je provedena veoma brzo, tako da je već sljedećeg mjeseca počela glavna rasprava pred kaznenim vijećem Kraljevskog sudbenog stola u Zagrebu, kojim je predsjedavao dr. Aleksandar pl. Rakodczay. Optužnica je obuhvatila 48 okrivljenih studenata, kojima je kao glavno djelo stavljeno na teret da su opisanim kolektivnim činom izazivali razdor "stanovnika države jedne proti drugim" te da su time počinili kazneno djelo iz članka 302 kaznenog zakona. 
Sudac Rakodczay vodio je postupak izrazito nekorektno i vrlo pristrano na strani optužbe. Optuženici su bili kolegijalni i nisu željeli reći tko je od njih imao kakvu ulogu u tom događaju, već su odgovarali općenito i uvijeno. Tek prema visini kazne može se naslutiti zaključak suca Rakodczaya o tome tko je imao kakvu ulogu u tim događajima. Sudac ih je proglasio krivima, iako iz njegove presude nije bilo vidljivo što je tko od okrivljenika uradio. Radić je osuđen najviše – na šest mjeseci strogog zatvora, Gjuro Balaško na pet mjeseci strogog zatvora, Milan Dorwald, Osman Hadžić, Vladimir Vidrić, Josip Šikutrić, Vladimir Frank i Ivo Frank na četiri mjeseca zatvora (Ivan Frank za jedno drugo djelo), a većina ostalih (Aleksandar Horvat i dr.) na dva mjeseca zatvora. Četvorica su oslobođena optužbe.
Hrvatske su đake branili ugledni zagrebački odvjetnici Mile Starčević, Marijan Derenčin, August Harambašić, Kornitzer, M. Petračić, Franko Potočnjak, Ivan Ružić i Šime Mazzura.

## Posljedice
Osuđeni studenti dobili su zabranu studiranja na Zagrebačkom sveučilištu. Radić nastavlja pravni studij u Pragu, ali je ubrzo isključen i s praškog, a odmah zatim i s peštanskog sveučilišta, tako da mu je daljnji studij onemogućen na čitavom području Austro-Ugarske Monarhije. Godine 1904. s bratom Antunom osniva Hrvatsku pučku seljačku stranku, te postaje jedan od najvažnijih hrvatskih političara. 
Irena Hirschl, koja je po nekim izvorima sašila mađarsku zastavu za spaljivanje, u NDH je uhićena kao Židovka te 1941. zatočena u logoru Loborgrad, dok joj je suprug Samuel (1873.) bio zatočen u Jasenovcu. Obiteljski su prijatelji tražili od Pavelića pomilovanje, pozivajući se na Irenin doprinos u prosvjedu 1895. I Irena i Samuel su stradali u logorima.

## Vanjske poveznice
- Osvrt o događaju u Vjesniku[neaktivna poveznica]
- TV Kalendar, Vladimir Vidrić i spaljivanje mađarske zastave 1895.